# Blaesoxipha rishikeshi
Blaesoxipha rishikeshi är en tvåvingeart som beskrevs av Nandi 1990. Blaesoxipha rishikeshi ingår i släktet Blaesoxipha och familjen köttflugor.
Artens utbredningsområde är Uttar Pradesh (Indien). Inga underarter finns listade i Catalogue of Life.